# Steve Nichols

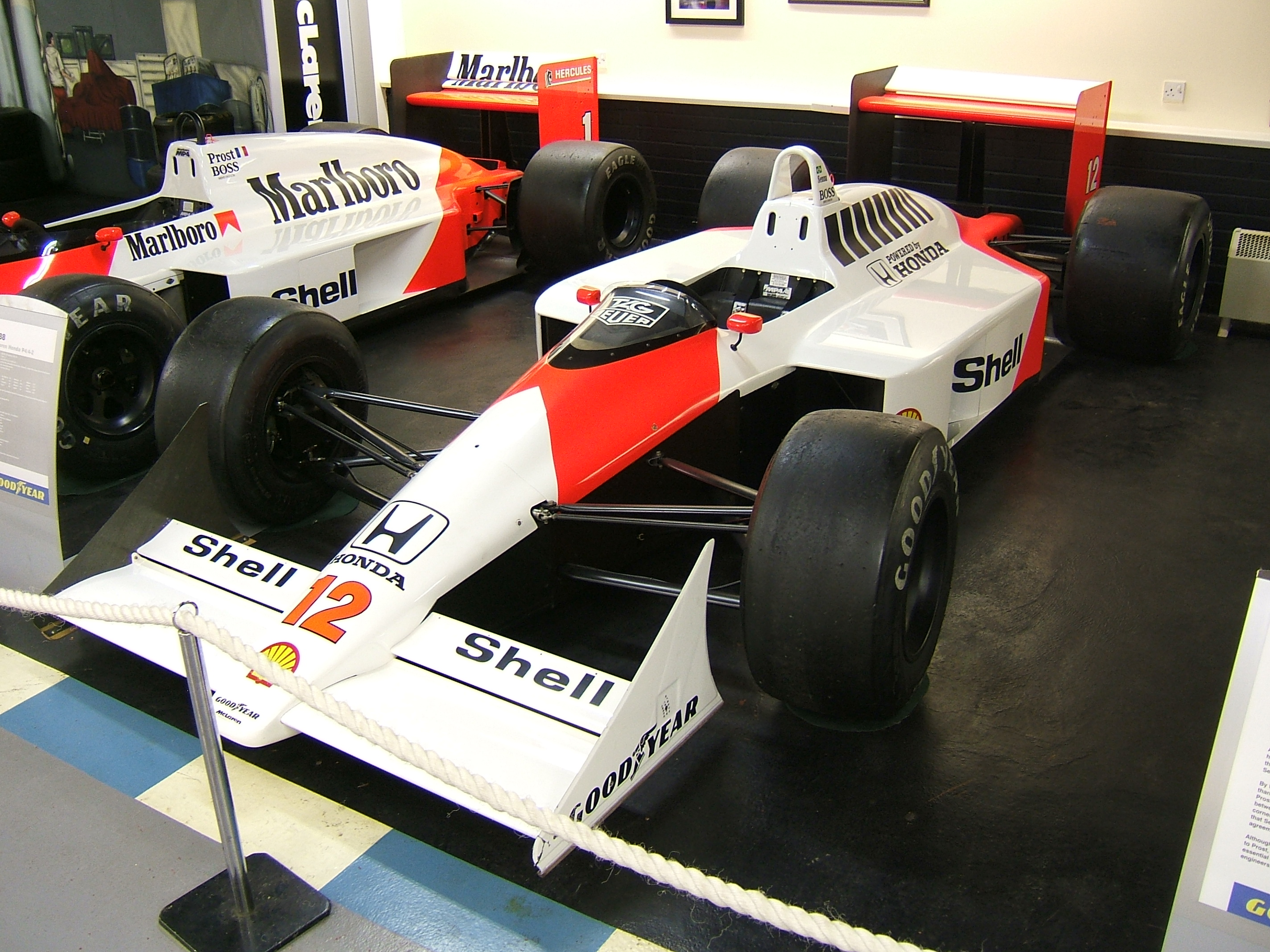
McLaren MP4/4 von 1988

Steve Nichols (* 20. Februar 1947 in Salt Lake City, Utah) ist ein US-amerikanischer Ingenieur und ehemaliger Rennwagen-Konstrukteur in der Formel 1.
Nichols studierte an der University of Utah Maschinenbau. Nach dem Abschluss 1972 arbeitete er vier Jahre bei Hercules Inc., wo er Erfahrungen mit den damals neuen Kohlenstofffaser-Verbundwerkstoffen sammeln konnte. 1976 wechselte er zur Firma Gabriel, die Stoßdämpfer für Indycars herstellte. Im Zuge dieser Tätigkeit lernte er John Barnard kennen, der zu dieser Zeit Rennwagen für Parnelli und Chaparral konstruierte. Barnard und Nichols tauschten sich über die Verwendung der Verbundwerkstoffe im Rennwagenbau aus. Als Barnard 1980 von Ron Dennis zu dessen Project-4-Team geholt wurde, warb er kurz darauf Nichols an, um zusammen am MP4/1 zu arbeiten.
Project 4 übernahm kurze Zeit später McLaren und das Design-Team um Barnard, Nichols, Alan Jenkins, Neil Oatley, Tim Wright und Gordon Kimball entwickelte die vom TAG-Porsche angetriebenen Wagen, mit denen Alain Prost und Niki Lauda drei Fahrer- und zwei Konstrukteurstitel holen konnten.
Nach Barnards Wechsel zu Ferrari Ende 1986 übernahm Nichols die Entwicklung des MP4/4, dem ersten McLaren mit Honda-Motor, der 1988 mit Ayrton Senna und Prost 15 von 16 Rennen gewinnen konnte. Ende der Saison kam es zu Spannungen zwischen Dennis und Nichols und er ging im Januar 1989 zu Ferrari, wo er Barnard, der zu Benetton weitergezogen war, als Design-Chef ablöste.
Zusammen mit dem Aerodynamiker Jean-Claude Migeot entwickelte Nichols den Ferrari F92A, der jedoch nicht die gewünschten Erfolge einfahren konnte. Nichols wechselte zu Sauber, wo er den Sauber-Ilmor C13 konstruierte. 1993 war er nicht im Rennsport tätig und 1994 nur für wenige Monate bei Jordan angestellt.
Im Juli 1995 kehrte Nichols zu McLaren zurück und übernahm einen Posten bei McLaren Automotive, wo er nicht nur für die Formel 1 arbeitete, sondern auch in andere Projekte eingebunden war. Ende 2000 ersetzte er Gary Anderson als Technischen Leiter bei Jaguar, doch der unter seiner Regie entwickelte Jaguar R3 blieb erfolglos und er verließ das Team Anfang 2002.